# Lucette Aldous
Lucette Aldous (Auckland, 26 settembre 1938 – Perth, 5 giugno 2021) è stata una ballerina australiana, prima ballerina dell'Australian Ballet dal 1971 al 1976.

## Biografia
Nata ad Auckland, studiò danza a Brisbane, Sydney e poi alla Royal Ballet School dal 1955 grazie a una borsa di studio della Royal Academy of Dance. Nel 1957 si unì al Ballet Rambert in veste di solista e restò a danzare con la compagnia fino al 1963. Tra il 1963 e il 1969 danzò con il London Festival Ballet e con il Royal Ballet. Nel 1970 tornò in Australia e l'anno successivo fu nominata prima ballerina dell'Australian Ballet, con cui aveva cominciato a danzare l'anno prima in veste di étoile ospite. 
Nel 1971 fu scelta da Rudol'f Nureev per danzare accanto a lui nel suo allestimento di Don Chisciotte nel ruolo di Kitri; nel 1973 anno tornò a danzare nella parte a Melbourne e una rappresentazione fu filmata. Il suo repertorio annoverava non solo ruoli da protagonista nei classici del XIX secolo come Giselle e La bella addormentata, ma anche grandi ruoli nelle coreografie di Frederick Ashton (Cenerentola, Lise ne La fille mal gardée, Titania in The Dream), Kenneth MacMillan (Giulietta in Romeo e Giulietta), Roland Petit (Carmen), Léonide Massine e Robert Helpmann.
Danzò di frequente con Helpmann e Nureev negli Stati Uniti, apparendo anche all'Expo 1974. Tre anni più tardi danzò con Fernando Bujones nel film Due vite, una svolta, per la regia di Herbert Ross. Nel 1976 diede il suo addio alle scene dopo essere rimasta incinta e successivamente si dedicò all'insegnamento, prima all'Australian Ballet School e poi alla Western Australian Academy of Performing Arts.
Nel 1960 sposò l'avvocato Maurice Fitzmaurice, ma il matrimonio si concluse con il divorzio nel 1972. Nello stesso anno si risposò con Alan Alder, collega primo ballerino dell'Australian Ballet, con cui rimase insieme fino alla morte dell'uomo nel 2019. È morta a Perth nel 2021 all'età di 82 anni.

## Videografia (parziale)
- Don Quixote (1973), Rudol'f Nureev, Lucette Aldous, Robert Helpmann & Australian Ballet.